# Calyptrophora bayeri
Calyptrophora bayeri is een zachte koraalsoort uit de familie Primnoidae. De koraalsoort komt uit het geslacht Calyptrophora. Calyptrophora bayeri werd in 2007 voor het eerst wetenschappelijk beschreven door Cairns. 